# Rapid Wiedeń
Sportklub Rapid Wien – austriacki klub piłkarski z siedzibą w Wiedniu, w dzielnicy Penzing, w dystrykcie Hütteldorf.

## Historia
Protoplastą Rapidu jest założony we wrześniu 1898 Erster Wiener Arbeiter-Fußball-Club (1. Wiedeński Robotniczy Klub Piłkarski). 8 stycznia 1899 zmieniono nazwę na SK Rapid Wiedeń, która obowiązuje do dziś. Pierwotnymi barwami klubu były kolory czerwony i niebieski, lecz w 1904 zmieniono je na biało-zielone.
Klub był jednym z najlepszych zespołów w Europie środkowej, zwłaszcza w okresie międzywojennym. Po Anschlussie Austrii do Niemiec w 1938 Rapid grał w Gauliga Ostmark razem z takimi klubami jak First Vienna i Admira Wacker Mödling. W 1938 wygrał Tschammerpokal, poprzednika dzisiejszego Pucharu Niemiec, pokonując 3:1 FSV Frankfurt. W 1941 zdobył Mistrzostwo Niemiec, jako jedyny nieniemiecki klub w historii.
Jest najlepszym w historii klubem ligi austriackiej, o czym świadczą 32 tytuły mistrza kraju, chociaż ostatni z nich został wywalczony w sezonie 2007/2008, tuż przed dominacją klubu Red Bull Salzburg. Rapid grał dwukrotnie w Lidze Mistrzów UEFA, nie odnosząc jednak żadnych sukcesów.

## Historia herbu

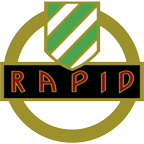
1919-1935
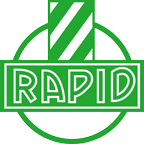
1935-1968
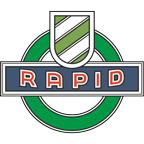
1981-1984

## Aktualny skład
Aktualny na dzień 25 lipca 2024
| Nr | Poz. | Piłkarz                               |
| -- | ---- | ------------------------------------- |
| 3  | OB   | Benjamin Böckle                       |
| 4  | OB   | Jakob Schöller                        |
| 5  | PO   | Roman Kerschbaum                      |
| 6  | OB   | Serge-Philippe Raux-Yao               |
| 7  | NA   | Dion Drena Beljo (wyp. z FC Augsburg) |
| 8  | PO   | Lukas Grgić                           |
| 9  | NA   | Guido Burgstaller                     |
| 10 | NA   | Christoph Lang                        |
| 16 | NA   | Thierry Gale                          |
| 17 | PO   | Mamadou Sangare                       |
| 18 | PO   | Matthias Seidl                        |
| 20 | OB   | Maximilian Hofmann                    |
| 21 | PO   | Louis Schaub                          |
| 22 | NA   | Isak Jansson                          |

| Nr | Poz. | Piłkarz             |
| -- | ---- | ------------------- |
| 23 | OB   | Jonas Auer          |
| 24 | PO   | Deniz Kaygın        |
| 25 | BR   | Paul Gartler        |
| 27 | NA   | Noah Bischof        |
| 28 | PO   | Moritz Oswald       |
| 34 | PO   | Nikolas Sattlberger |
| 37 | NA   | Jovan Živković      |
| 38 | NA   | Ferdy Druijf        |
| 41 | NA   | Bernhard Zimmermann |
| 45 | BR   | Niklas Hedl         |
| 53 | OB   | Dominik Vincze      |
| 55 | OB   | Nenad Cvetković     |
| 70 | NA   | Ismail Seydi        |
| 77 | OB   | Bendegúz Bolla      |

## Stadion
Od 2016 roku Rapid Wiedeń rozgrywa swoje spotkania na Allianz Stadion, który powstał w miejscu poprzedniego obiektu klubu, stadionu im. Gerharda Hanappiego funkcjonującemu w latach 1977–2014.

## Sukcesy
- Mistrzostwo Austrii: 1912, 1913, 1916, 1917, 1919, 1920, 1921, 1923, 1929, 1930, 1935, 1938, 1940, 1941, 1946, 1948, 1951, 1952, 1954, 1956, 1957, 1960, 1964, 1967, 1968, 1982, 1983, 1987, 1988, 1996, 2005, 2008
- Puchar Austrii: 1919, 1920, 1927, 1946, 1961, 1968, 1969, 1972, 1976, 1983, 1984, 1985, 1987, 1995
- Superpuchar Austrii: 1986, 1987, 1988
- Mistrzostwo Niemiec: 1941
- Puchar Niemiec: 1938
- Puchar Mitropa: 1930, 1951
- Finalista Pucharu Zdobywców Pucharów: 1985, 1996